# Edward of Norwich, 2. Duke of York

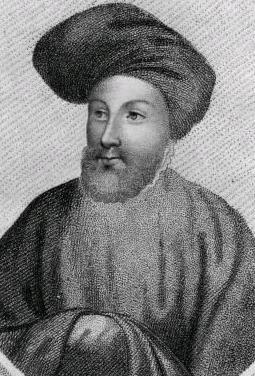
Edward of Norwich, 2. Duke of York

Edward of Norwich, 2. Duke of York, 1. Duke of Aumale KG (* 1373 vermutlich in Norwich; † 25. Oktober 1415 bei Azincourt) war ein englischer Adliger und Enkel des Königs Eduard III.

## Leben
Seine Eltern waren Edmund of Langley, 1. Duke of York, vierter Sohn des englischen Königs Eduard III., und dessen Ehefrau Isabella von Kastilien, Tochter des kastilischen Königs Peter I., des Grausamen.
König Richard II. schlug Edward 1377 zum Ritter, nahm ihn 1387 in den Hosenbandorden auf und erhob ihn 1390 zum Earl of Rutland sowie 1395 zum Earl of Cork. 1397 belehnte er ihn auch mit den Ländereien der zu dieser Zeit englisch besetzten Grafschaft Aumale in der Normandie und verlieh ihm dazu den Titel eines Duke of Aumale. Nachdem Richard II. 1399 abgesetzt und Henry Bolingbroke, der älteste Sohn Johns of Gaunt, des dritten Sohnes Eduards III., als Heinrich IV. den Thron bestiegen hatte, wurde Edward Aumale und der dazugehörige Duketitel aufgrund seiner persönlichen Nähe zum gestürzten König wieder entzogen. Beim Tod seines Vaters 1402 erbte er dessen Titel eines Duke of York und Earl of Cambridge.
1414 verzichtete er zugunsten der Krone auf seinen Titel als Earl of Cambridge, woraufhin dieser Titel für seinen jüngeren Bruder Richard of Conisburgh neu geschaffen wurde. Anders als sein Bruder Richard, der 1415 versuchte, Heinrich V. zu stürzen und durch einen Abkömmling Lionels of Antwerp, Edmund Mortimer, 5. Earl of March, zu ersetzen, von diesem aber an den König ausgeliefert und schließlich hingerichtet wurde, stand Edward treu zu seinem Lancaster-Cousin. Er begleitete den König in die Schlacht von Azincourt, stürzte im dichtesten Schlachtgetümmel und konnte durch die nachdrängenden Soldaten und Pferde nicht mehr aufstehen. Edward wurde in den Schlamm des Schlachtfeldes gedrückt und erstickte schließlich. Er war der höchstrangige Verlust des englischen Heeres während des glänzenden Sieges Heinrichs V. über das französische Heer.

## Ehen
Als Minderjähriger wurde er im Juli 1381 in Lissabon mit der portugiesische Prinzessin Beatrix von Portugal, Tochter König Ferdinand I., verheiratet. Die Ehe sollte das damalige Bündnis Portugals mit England im Krieg gegen Kastilien stärken. Nach dem Friedensschluss zwischen Portugal und Kastilien wurde die Ehe 1382 vom Papst annulliert.
1397/98 heiratete er Philippa de Mohun († 1431), Tochter des John de Mohun, 2. Baron Mohun.
Er hatte keine Nachkommen. Sein nächstberechtiger Erbe war Richard Plantagenet, der Sohn seines im August 1415 hingerichteten Bruders Richard. Da sein Bruder wegen Hochverrats geächtet worden war, wurde auch der ihm zufallende Titel des Duke of York von der Krone eingezogen. Erst 1425 gelang es Richard Plantagenet, die Wiederherstellung des Titels als 3. Duke of York zu erwirken.